# Флагман ІІ рангу
Фла́гман ІІ ра́нгу (нід. vlagman, від нід. vlag — прапор та нід. man — людина) — військове звання вищого командного складу у Робітничо-селянському Червоному флоті СРСР з 1935 до 1940.
Введено Постановою ЦВК СРСР і РНК СРСР від 22 вересня 1935 року «Про введення персональних військових звань начальницького складу РСЧА», скасовано Указом Президії Верховної ради СРСР від 7 травня 1940 року «Про встановлення військових звань вищого командного складу Червоної армії».
Вище за капітана І рангу, нижче за флагмана І рангу. Відповідало званням комдив, дивізійний комісар, дивінтендант, диввоєнюріст, дивінженер, дивврач, а також званню військово інженерного складу ВМС інженер-флагман ІІ рангу.
Указами Президії Верховної Ради СРСР від 7 травня 1940 звання флагман ІІ рангу як і інші звання вищого командного складу замінено на генеральські і адміральські військові звання .

## Знаки розрізнення
Згідно з главою 4 наказу про введення персональних військових звань, флагман ІІ рангу та відповідний за рангом начальницький склад ВМС мали за знаки розрізнення дві стрічки (одну широку вище якої розміщувалася одна середня).
Командний склад , військово-політичний та військово-технічний склад мали стрічки жовтого (золотого) кольору, інший начальницький склад білого (срібного) кольору. Колір між стрічками командний склад мав кольору мундиру, начальницький склад кольору служби. Наприклад дивізійний комісар мав дві золоті стрічки як флагман ІІ рангу, але з червоними просвітами між стрічками.
Після введення у 1940 році адміральських звань, знаки розрізнення флагмана ІІ рангу отримав контр-адмірал.
Незважаючи на те, що у 1943 році як знаки розрізнення були введені галунні погони, стрічки на рукавах продовжували використовуватися. Знаки розрізнення контр-адмірала, тотожні знакам розрізнення скасованого звання «флагман ІІ рангу» використовувалися до самого розпаду СРСР у 1991 році. Збройні сили України які утворилися під час розпаду СРСР, перейняли радянський зразок військових звань, а також радянських знаків розрізнення. 5.07.2016 року президент України затверджує «Проект однострою та знаки розрізнення Збройних Сил України». В Проекті серед іншого розглянуті військові звання та знаки розрізнення військовослужбовців. Змінюються знаки розрізнення військовослужбовців, відходячи від радянського зразку. 20.11.2017 виходить наказ Міністерства оборони України №606 де уточнюються правила носіння і використання однострою військовослужбовцями. Знаками розрізнення контр-адмірала ВМС України зостаються дві стрічки (одна широка та одна середня).